# Giuseppe Pregnolato
Giuseppe Pregnolato (Contarina, 22 febbraio 1965) è un allenatore di calcio ed ex calciatore italiano, di ruolo centrocampista.

## Carriera

### Giocatore
Centrocampista centrale, comincia nel Contarina nel Campionato Interregionale. Nell'ottobre 1982 approda tra i professionisti con la SPAL. Successivamente gioca per Ancona, Spezia, Viareggio, Mantova e Pistoiese.
Dal 1995 al 2003 gioca per il Ravenna in Serie C1, Serie B e dopo il fallimento per due stagioni nei dilettanti, giocando in totale otto stagioni, cinque delle quali in Serie B, totalizzando complessivamente 151 presenze e 5 reti fra i cadetti.

### Allenatore
Comincia nel Ravenna, allenando la formazione Berretti per due stagioni (2003-2004, 2004-2005), passando poi al Fusignano nella stagione 2005-2006 in Eccellenza.
In seguito ha avuto esperienze anche con la Tagliolese nel 2006-2007, con il Bellaria Igea Marina e Fano in Seconda Divisione come secondo di Lamberto Zauli (con il quale è stato compagno di squadra ai tempi del Ravenna).
L'8 luglio 2011 diventa il nuovo allenatore della Adriese in Promozione.

## Palmarès

### Giocatore

#### Competizioni nazionali
- Serie C2: 1

Mantova: 1992-1993
- Campionato italiano Serie C1: 2

Ancona Calcio: 1987-1988
Ravenna: 1995-1996
- Campionato italiano Serie D: 1

Ravenna: 2002-2003

#### Competizioni regionali
- Eccellenza: 1

Ravenna: 2001-2002

### Allenatore
- Promozione: 1

Adriese: 2011-2012 (girone C)